# مارتن كاتاليني
مارتن كاتاليني (بالإنجليزية: Martin Cattalini)‏ مواليد 4 أكتوبر 1973، هو لاعب كرة سلة أسترالي سابق بدأ مسيرته الاحترافية في سنة 1993.

## فرق لعب لها
- نادي إشبيلية لكرة السلة
- جوفينتوت بادالونا

## روابط خارجية
- مارتن كاتاليني على موقع الاتحاد الدولي لكرة السلة (الإنجليزية)
- مارتن كاتاليني على موقع الدوري الإسباني لكرة السلة (الإسبانية)
- مارتن كاتاليني على موقع كرة السلة الأوروبية.كوم (الإنجليزية)
- مارتن كاتاليني على موقع ريلجم (الإنجليزية)
- مارتن كاتاليني على موقع بروبوليرز (الإنجليزية)
- مارتن كاتاليني على موقع سبورتس رفرنس (الإنجليزية)
- مارتن كاتاليني على موقع أوليمبيديا (الإنجليزية)
- مارتن كاتاليني على موقع اللجنة الأولمبية الأسترالية (الإنجليزية)